# جوليا إيفلينا سميث
جوليا إيفلينا سميث (بالإنجليزية: Julia Evelina Smith)‏ هي مؤلفة ومترجمة وكاتِبة أمريكية، ولدت في 27 مايو 1792، وتوفيت في 6 مارس 1886.

## وصلات خارجية
- جوليا إيفلينا سميث على موقع الموسوعة البريطانية (الإنجليزية)
- جوليا إيفلينا سميث على موقع الموسوعة البريطانية (الإنجليزية)